# Silnice II/507 (Slovensko)
Silnice II/507 je silnice II. třídy na Slovensku a je dlouhá 220,067 km. Začíná se v Gabčíkově a končí v Žilině. Je to nejdelší silnice II. třídy na Slovensku.
Část původní trasy mezi Galantou a Seredí byla převedena na novou silnici 1. třídy I/35.

## Průběh

### Trnavský kraj
Silnice II/507 začíná v Gabčíkově křižovatkou s II/506 a dále se křižuje s III/1421 a III/1427. Silniční komunikace dále pokračuje do obce Vrakúň, kde se křižuje s III/1424. Následně se při Dunajské Stredě mimoúrovňově křižuje s I/63, vchází do Dunajské Stredy, kde se křižuje s III/1418, II/572 a III/1425. Dále pokračuje přes Veľké Dvorníky (III/1425), pokračuje křižovatkou s III/1426 a přechází do okresu Galanta. Tady se v obci Tomášikovo křižuje s III/1354, za Tomášikovem se křižuje s III/1340, přechází do obce Mostová (III/1356) a Čierny Brod, kde je křižovaná III/1336. Dále se křižuje s III/1348, u Galanty s I/75, v Galantě s III/1341 a po opuštění Galanty s I/51 při Dolné Stredě a mimoúrovňově s R1. Silnice II/507 následně vstupuje do Dolné Stredy (III/1345), pokračuje do Seredě, kde se spojuje po Šintavu s cestou I/62. II/507 potom přechází do okresu Hlohovec přes obec Dvorníky (III/1313), křižovatkou s III/1314 do Hlohovce. V Hlohovci se křižuje s II/513 a za Hlohovcem s II/514 a s III/1315. Silnice potom přechází do okresu Piešťany, křižuje se s III/1270 a vchází do Piešťan. V Banke se křižuje s II/499, později s III/1269 a přechází do okresu Nové Mesto nad Váhom.

### Trenčínský kraj
Zde se v Modrovce křižuje s III/1232, s PD 4, v Hrádku s III/1235 a v Hôrke nad Váhem s III/1236. Dále II/507 pokračuje obcí Kočovce, kde se křižuje s II/515 a III/1234 a silniční komunikace přechází do trenčínského okresu. Tady prochází obcí Trenčianské Stankovce (III/1877, III/1883 a III/1878), napojuje se na I/9, spolu s kterou tvoří obchvat obce Trenčianska Turná. Dále přechází do Trenčína, kde se křižuje s III/1880, III/1885, I/61 a III/1881 a pokračuje Skalkou nad Váhom, kde je křižovaná III/1882. Silnice II/507 pokračuje dále Nemšovou (III/1884), kde se křižuje s I/57 a přechází do ilavského okresu. V Bolešově se křižuje s III/1916, potom s III/1927, III/1917, III/1918 a III/1926 a vchází do Bohuníc, kde se křižuje s III/1919. Další obcí na trase II/507 jsou Pruské, kde se křižuje s II/574 a III/1923. Po opuštění Pruského se mimo obcí křižuje s III/1922, III/1924, III/1925 a vchází do okresu Púchov. V obci Horovce se křižuje s III/1949 a III/1950, vchází do Púchova, kde se křižuje s I/49 a přechází do okresu Považská Bystrica. Před příchodem do okresního města se křižuje s III/1975, III/1976 a III/1981 a v Považské Bystrici se křižuje s II/517, III/1973 a dálnicí D1. Po opuštění Považské Bystrice se křižuje s III/1973, III/1974, III/1978, III/1982, přechází do bytčanského okresu.

### Žilinský kraj
Tady se křižuje s III/2005, v Bytči s I/10, v Kotešové se křižuje s II/541 a přechází do okresu Žilina. Tu se nachází křižovatka s III/2092 ve Svederníku, s III/2093 a v Žilině s III/2095 a I/11. Na této křižovatce se nachází konec silnice II/507.